# Giuseppe Baldo (presbitero)
Giuseppe Baldo (Puegnago del Garda, 19 febbraio 1843 – Ronco all'Adige, 24 ottobre 1915) è stato un presbitero italiano, fondatore delle Piccole Figlie di San Giuseppe. È stato beatificato da papa Giovanni Paolo II nel 1989.

## Biografia
Il beato 'Giuseppe Baldo nacque a Puegnago del Garda, diocesi di Verona, il 19 febbraio 1843. Fu battezzato il giorno seguente nella chiesa del villaggio, dedicata a San Michele Arcangelo, dal parroco Domenico Ottini. Al manifestarsi della vocazione sacerdotale, la madre lo ammonì; "Ricordati: ci sono due sorta di preti: O prete buono o niente!". 
Entrato nel Seminario di Verona il 7 dicembre 1858, si distinse per pietà, disciplina e ottimi risultati negli studi. Il 15 agosto 1865, a soli 22 anni di età, per indulto pontificio, fu ordinato sacerdote dal vescovo di Verona  Luigi di Canossa. 
Passò un anno, come vicario coadiutore, nella parrocchia suburbana di Montorio, dopo di che venne chiamato dal suo vescovo a svolgere il prestigioso ruolo di Vicereggente del Collegio Vescovile di Verona, dove rimase per ben 11 anni quale apprezzato educatore e plasmatore di anime.
Sentendosi ispirato a dedicarsi a un apostolato di più ampio respiro, chiese ed ottenne di essere mandato Parroco in Ronco all'Adige, dove rimase fino alla morte. E furono trentotto anni di numerose iniziative pastorali, caritative e sociali, spesso all'avanguardia sui tempi. Tra esse va ricordata la fondazione dell'Istituto "Piccole Figlie di S. Giuseppe", erede e continuatore del suo spirito. 
Consumato dalle fatiche, purificato da lunga malattia, ricco di virtù e meriti, morì il 24 ottobre 1915 all'età di 72 anni.
A conclusione del processo canonico, il 26 gennaio 1987 si ebbe il riconoscimento dell'eroicità delle virtù. E due anni dopo, il 31 ottobre 1989, l'esaltazione agli onori degli altari con il titolo di beato.

## Il culto
La causa del beato Giuseppe Baldo fu introdotta l'11 giugno 1977; il 26 gennaio 1987 papa Giovanni Paolo II ha autorizzato la Congregazione delle Cause dei Santi a promulgare il decreto sulle virtù eroiche del sacerdote, riconoscendogli il titolo di venerabile.
È stato beatificato da papa Giovanni Paolo II il 31 ottobre 1989 nella Basilica di San Pietro a Roma.
Il suo elogio si legge nel Martirologio romano al 24 ottobre, giorno della sua morte.